# Seznam nosilcev spominskega znaka Komenski kras 1991
Seznam nosilcev spominskega znaka Komenski kras 1991.

## Seznam
(datum podelitve - ime)
- 19. junij 1998 - Drago Božac - Silvan Cek - Žarko Cerkvenik - Robert Derman - Boris Fakin - Gorazd Hočevar - Kosta Janković - Konrad Jurič - Egon Kavčič - Robert Kosič - Stojan Kosmina - Herman Kuret - Valter Makovec - Željko Matić - Orlando Mezinec - Radivoj Miklavec - Boris Pegan - Aleš Razpet - Emilij Repovž - Ljubo Rolih - Igor Seražin - Slavomir Špacapan - Davorin Terčon - Pavel Vatovac

- 22. junij 1998 - Marjan Colja - Boris Čigon - Jože Dragman - Aleksander Guštin - Ignac Hribar - Niko Kajtna - Bogdan Kosovelj - Zlatko Lah - Ladislav Mezinec - Saša Pavlin - Igor Rogelja - Ciril Rojc - Rado Slavec - Bojan Smerdelj - Jovan Stevanovski - Marjan Šmit - Gvido Udovič - Dragan Vončina

- 14. junij 1999 - Ivan Bortolato - Josip Dugulin - Boris Milič - Stanislav Pipan - Vid Štolfa